# Agrotis nervosa
Agrotis nervosa là một loài bướm đêm trong họ Noctuidae.